# هنري بروس
هنري بروس (بالإنجليزية: Henry William Bruce)‏ هو ضابط بحري نيجيري، ولد في 2 فبراير 1792، وتوفي في 14 ديسمبر 1863 في ليفربول في المملكة المتحدة.